# Molibdopterin molibdotransferasa
La molibdopterin molibdotransferasa (EC 2.10.1.1, MoeA, Cnx1) es una enzima que recibe el nombre sistemático adenilil-molibdopterin:molibdato molibdato transferasa (formadora de AMP). Esta enzima cataliza la siguiente reacción química:
adenilil-molibdopterina + molibdato {\displaystyle \rightleftharpoons } cofactor de molibdeno + AMP
Cataliza la inserción de molibdeno dentro del grupo ene-ditiol de la molibdopterina.